# Alto Pencoso
Alto Pencoso es una localidad del departamento Juan Martín de Pueyrredón, provincia de San Luis, Argentina. 
Se encuentra sobre las vías del Ferrocarril General San Martín y su principal acceso es a través de la Ruta Nacional 7.

## Población
Contó con 272 habitantes (Indec, 2010), lo que representó un incremento del 11,4% frente a los 244 habitantes (Indec, 2001) del censo anterior.
Según el censo 2022 la población total del municipio fue de 376 personas. En tanto, el número de viviendas registradas fue de 138.
| Gráfica de evolución demográfica de Alto Pencoso entre 1947 y 2022 |
|                                                                    |
| Fuente: Censos nacionales del INDEC                                |